# Павло Денн
Павло Денн (1 квітня 1847, Лілль, Франція — 20 липня 1900, провінція Хебей, Китай) — католицький святий, мученик, священник та місіонер, член Єзуїтського ордену.

## Біографія
Павло Денн народився 1 квітня 1847 року в місті Лілль, Франція в сім'ї вчителя. Після смерті батька Павло Денн був змушений залишити шкільне навчання і у 14-річному віці піти на роботу. 6 липня 1872 року Павло Денн вступив в чернечий орден єзуїтів, після чого був направлений на місійну діяльність в Китай. 19 грудня Павло Денн був висвячений на священника й став займатися пастирською діяльністю. 1897 року Павло Денн був призначений настоятелем в парафії Гучен.
Під час Боксерського повстання 1899–1900 рр. в Китаї почалися масові переслідування християн. Священник Леон Ігнатій Манген, щоб захистити парафіян від нападу повстанців, облаштував село, в якому знаходилася католицька церква, оборонними спорудами і запросив в укріплене поселення Денна.
15 липня 1900 року повстанці атакували християн, що ховалися в укріпленому селі, але штурм не вдався. 20 липня 1900 село на допомогу «боксерам» прибуло дві тисячі озброєних солдатів китайської армії, які атакували село. Деякі люди змогли вислизнути вночі, але два єзуїти вирішили залишитися зі своєю паствою. Сподіваючись, що нападники не чіпатимуть їх у святому місці, священники Павло Денн, Леон Ігнатій Манген і багато християн сховалися в церкві. Однак, озброєні повстанці увірвалися в храм. Вони запропонували людям відмовитися від своєї віри, але лише деякі так зробили. Потім почалася різня, після чого повстанці спалили церкву. 1901 року останки вбитих були зібрані і збережені. Число загиблих склало близько 1370 католиків.
На місці, де стояла спалена церква, пізніше був побудований новий храм.

## Прославлення
Павло Денн був беатифікований 17 квітня 1955 року Римським Папою Пієм XII та канонізований 1 жовтня 2000 Папою Іваном Павлом II разом з іншими китайськими мучениками.
День пам'яті в Католицькій Церкві — 9 липня.